# Mordella lebisi
Mordella lebisi là một loài bọ cánh cứng trong họ Mordellidae. Loài này được Píc miêu tả khoa học năm 1937.